# Hyalella dielaii
Hyalella dielaii is een vlokreeftensoort uit de familie van de Hyalellidae. De wetenschappelijke naam van de soort is voor het eerst geldig gepubliceerd in 2004 door Pereira.